# Videojoc d'acció tàctica

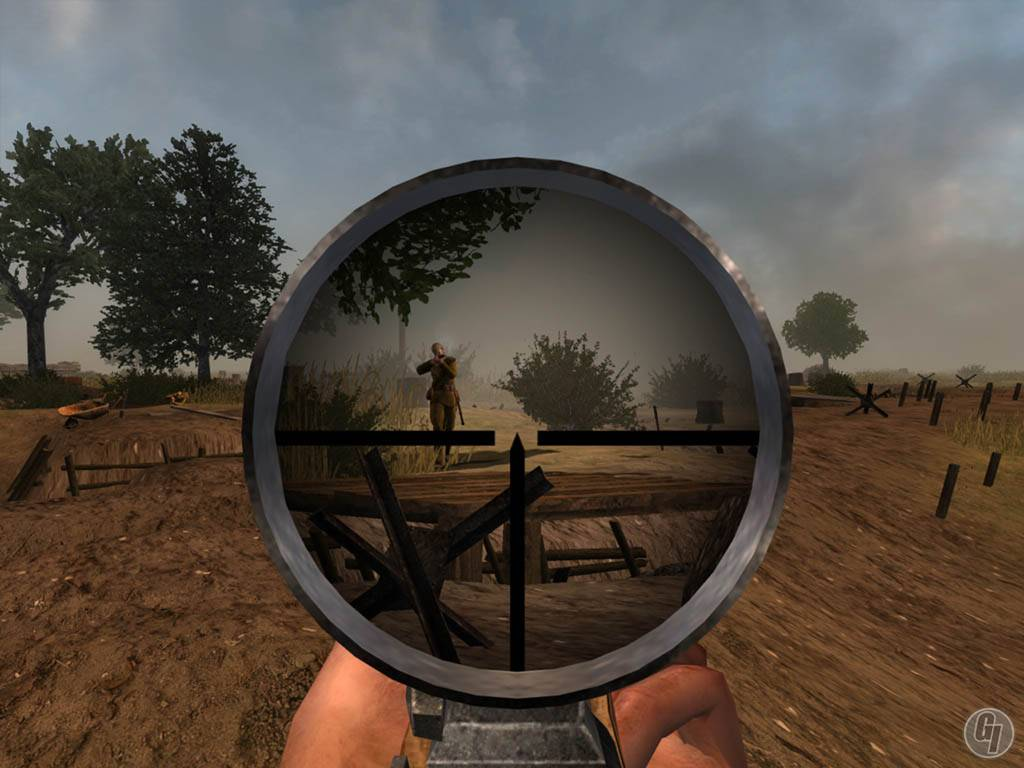
El videojoc Red Orchestra, exemple del gènere.

L'acció tàctica, en videojocs, és un gènere de videojoc d'acció en primera (FPS) o tercera persona que en termes generals simula el combat en forma d'esquadrons o escaramusses. Aquests esquadrons de soldats sovint actuen de policies que lluiten contra terroristes o altres criminals, que combaten militarment amb tecnologies avançades, fins i tot del futur. L'èmfasi en armes, efectes, terrenys i personatges realistes, donen la possibilitat de fer tàctiques, com la infiltració, que també es veu reflectit en l'estil de joc d'un FPS convencional "disparar tot el que es mou".
Importants o influents videojocs d'acció tàctica es poden incliure: Counter-Strike, America's Army, la saga SOCOM: US Navy SEALs, la saga Brothers in Arms, la saga Delta Force, Hidden & Dangerous, Red Orchestra: Ostfront 41-45, la saga SWAT, la saga Rainbow Six, la saga Ghost Recon, Operation Flashpoint: Cold War Crisis, la saga Vietcong, la saga Deadly Dozen, etc.
En els videojocs multijugador, aquest terme pot tenir un significat diferent. Un videojoc d'acció tàctica en multijugador se centra en la cooperativitat per aconseguir objectius, que tracta d'eliminar els soldats enemics (però se'n diu tradicionalment en anglès els videojocs deathmatch). L'element que és propi d'un videojoc d'acció tàctica és aconseguir objectius amb un equip de membres, amb algunes limitacions reals de manera individual, per exemple, en videojocs com el Counter-Strike o el Wolfenstein: Enemy Territory.
Els videojocs d'acció tàctica en combat militar, a vegades, es coneixen com a simuladors de soldat.
El Bolo és un exemple en 2D i amb perspectiva del tipus planta (o des de sobre) amb jugabilitat i objectius propis d'un videojoc d'acció tàctica.

## Característiques
Segons IGN, els videojocs de trets tàctics «són sobre precaució, cura, cooperació, coordinació, planificació i ritme. En aquests videojocs, fer embranzides decisives, moviments ràpids per cobrir-se i les retirades estratègiques no solament són importants per a l'èxit, sinó que aquestes accions estan equilibrades de tal manera que es converteixin en activitats plaents en el joc». David Treharne de GameSpew identifica quatre criteris pel que qualifica com un videojoc de trets tàctic: «Principalment, es busca l'ús de: limitacions realistes del moviment del jugador; simulació realista de la balística i la precisió; basada en un esquadró o amb accessibilitat múltiple d'un enfocament o estil; i un model de dany realista de baixa tolerància o baixa salut. Bàsicament, et mous més a poc a poc que en la majoria dels videojocs de trets, la teva precisió és molt menor i les bales cauen en recórrer certa distància; generalment tens un esquadró al comandament i tots vosaltres solament podeu resistir dos o tres tirs abans de morir».
Els videojocs de trets tàctics estan dissenyats per ser realistes. No és rar que els jugadors siguin assassinats amb una sola bala, i, per tant, els jugadors han de ser més cautelosos que en altres videojocs de trets. L'èmfasi està en el modelatge realista d'armes, i sovint, els potenciadors són més limitats que en altres videojocs d'acció. Això restringeix l'heroisme individual vist en altres videojocs de trets, i així les tàctiques es tornen més importants.
En general, l'estil de joc sol ser més lent que el d'altres videojocs d'acció, a causa que la jugabilitat és molt més punitiva. Les tècniques de salt de vegades no s'emfatitzen per promoure el realisme, amb alguns videojocs que van més enllà i ometen el botó de salt. En contrast amb els videojocs que emfatitzen córrer i disparar, els videojocs de trets tàctics requereixen més precaució i paciència (emfatitzen l'acció de mantenir-se coberts i evitar ser atrapats a l'aire lliure), sumant que els videojocs de trets tàctics generalment estan dissenyats perquè els trets es tornin imprecisos mentre corres, la qual cosa augmenta la precisió per a postures ajupides o de cap per avall. Els jugadors sovint tenen l'opció de disparar des del maluc, que és menys precís però ofereix una vista més àmplia de l'àrea, o utilitzar el visor d'abast per a una millor precisió d'acostament però amb el límit de la vista restringida. Alguns videojocs de trets tàctics, com el InfiltrationMod per a Unreal Tournament, fins i tot manquen del punt de mira que es veu en altres videojocs de trets en primera persona per aconseguir un alt grau de realisme.
Molts videojocs de trets tàctics fan ús del combat en grup, on el personatge del jugador és recolzat per altres companys d'equip. Mentre que els primers videojocs de trets tàctics proporcionaven companys d'equip simples controlats per ordinador que oferien foc de suport, la intel·ligència artificial en videojocs posteriors ha evolucionat amb respostes més complexes dels companys d'equip, com la mecànica de foc de cobertura. En videojocs amb una intel·ligència artificial suficientment robusta, el personatge del jugador pot enviar comandos a altres personatges controlats per ordinador. Alguns videojocs del gènere permeten als jugadors planificar els moviments del seu equip abans d'una missió, la qual cosa després acata la intel·ligència artificial. Molts videojocs també ofereixen una manera multijugador en línia, la qual cosa permet als jugadors establir estratègies i coordinar-se a través d'un auricular. Les tàctiques basades en equips s'emfatitzen més que altres videojocs de trets, per la qual cosa la precisió en apuntar i els reflexos ràpids no sempre són suficients per a la victòria.
El disseny dels nivells generalment reflecteix l'ambientació del videojoc. Per exemple, el jugador pot posar-se en el paper d'un policia SWAT lluitant contra terroristes o altres criminals, o pot participar en combats militars en conflictes del món real com a soldats del camp de batalla o comandos de forces especials. Alguns videojocs tenen lloc en universos completament ficticis i incorporen elements de ciència-ficció. Cada nivell tindrà diferents objectius. Encara que alguns nivells poden simplement requerir que el jugador derroti al seu enemic, altres nivells poden desafiar al jugador amb objectius com escortar a un VIP de manera segura a un lloc específic o col·locar una càrrega de demolició en un objectiu. Els nivells sovint es dissenyen amb punts de control o rutes alternatives. A causa que en els enfrontaments directes generalment comporten una forta resistència de l'enemic, es torna important explotar una posició superior i/o prendre a l'enemic per sorpresa i fins i tot evadir-lo per complet.

### Armes
Generalment, els videojocs de trets tàctics compten amb una àmplia varietat d'armes modelades sobre la base d'armes de foc reals, sent més realistes que els videojocs de trets tradicionals. Per exemple, la sèrie Brothers in Arms és única quant a que, atès que el videojoc es desenvolupa en la Segona Guerra Mundial, l'equip de desenvolupament, Gearbox Software, es va assegurar de retratar les armes amb precisió agregant reculada realista, desenfocament de moviment i la sensació d'estar en foc creuat. Van fer això provant les armes i contractant assessors militars durant la fase de desenvolupament.
No obstant això, algunes vegades la simulació del combat real se sacrifica en favor de l'equilibri i la jugabilitat. Sovint hi ha modificacions considerables a les armes i balística del videojoc pel que fa a les seves contraparts de la vida real per garantir l'equilibri en la manera multijugador. Per exemple, Counter-Strike i altres videojocs permeten al jugador sobreviure múltiples impactes de bala al tors (ignorant la resistència de penetració de les bales de diferents tipus de armilles antibales) i fins i tot més a les cames (rares vegades blindades en la vida real), mentre que es considera un assassinat automàtic en assestar cops cos a cos en l'esquena (ja siguin cops o punyalades amb ganivet) i trets al capdavant (inclòs un tret de pistola en la part posterior del cap, fins i tot si l'objectiu porta un casc de combat).

## Història
Les característiques comunes del gènere dels videojocs de trets tàctics van aparèixer des de 1987, amb Airborne Ranger de Microprose. Computer Gaming World el va comparar amb el videojoc d'arcade Commando (un videojoc d'acció més típic del període dels arcades), però va comentar que era «més profund i més versàtil». El videojoc incloïa un inventari limitat que havia de ser administrat acuradament, una varietat de tipus de missions que sovint promovien l'astúcia sobre la violència i l'ímpetu per planejar per endavant les accions del jugador i superar als enemics. Airborne Ranger va ser seguit per Special Forces en 1991, també desenvolupat per Microprose, que va introduir per primera vegada la mecànica d'esquadrons en el gènere.
El següent avanç tècnic es va produir en 1993 amb el llançament de SEAL Team per Electronic Arts. Aquest videojoc ja oferia moltes de les característiques bàsiques associades amb el gènere, incloent la utilització d'elements de suport i unitats vehiculessis i l'execució d'un entorn simulat en temps real (usant gràfics vectorials 3D) que reacciona a les accions del jugador. Les proves de disseny dels videojocs de trets tàctics van ser escasses en els següents cinc anys i van incloure Terra Nova: Strike Force Centauri, llançat en 1996, un dels primers videojocs renderitzats en 3D amb una jugabilitat orientats a esquadrons.
Els primers èxits importants del gènere van arribar el 1998, amb videojocs com Rainbow Six i Ghost Recon, que s'acrediten per definir i refinar el gènere. Un altre títol clau va ser Delta Force, que va emfatitzar l'ús de les armes del món real i les morts ràpides. Altres influències al gènere van incloure videojocs com el sèrie SOCOM, així com la sèrie SWAT, una sèrie derivada de la sèrie de videojocs d'aventura Police Quest.
Rainbow Six ha estat acreditat com un videojoc revolucionari, que va definir les convencions del gènere. El videojoc es va inspirar en l'Equip de Rescat d'Ostatges del FBI, i va ser dissenyat per replicar a un equip d'especialistes que realitzen una operació especialitzada. El videojoc va ser dissenyat per emfatitzar l'estratègia d'una manera que seria divertida per als jugadors sense els millors reflexos. Des de llavors, la sèrie s'ha convertit en un punt de referència per al gènere en termes de detall i precisió.
Alguns dels videojocs de trets tàctics més notables han estat modificacions completes a videojocs de trets en primera persona que s'han llançat de forma gratuïta. Infiltration, un mod de Unreal Tournament, ha estat descrit com un videojoc que «va convertir l'estil caricaturesc i desenfrenat de Unreal Tournament en un videojoc esquinçador de l'estilo "gat i ratolí"». Infiltration es va destacar per implementar un sistema de punteria detallat projectat des del maluc i amb un visor però sense un punt de mira, diferents postures de moviment (córrer, caminar, ajupir-se i inclinar-se, inclinar-se en les cantonades) i un sistema de càrrega personalitzable que permet la configuració d'armes (inclosos els accessoris) amb una penalització de pes. Half-Life: Counter-Strike, un mod de Half-Life, va anar el videojoc multijugador més popular de la seva era malgrat el llançament de videojocs de trets en primera persona amb motors gràfics més avançats com Unreal Tournament 2003. Un dels desenvolupadors de les expansions de Half-Life va ser Gearbox Software, qui en 2005 va llançar el videojoc Brothers in Arms: Road to Hill 30, que va definir el gènere amb major precisió. Els crítics van elogiar el videojoc per no solament agregar realisme al seu videojoc de trets en primera persona, sinó també per la seva jugabilitat tàctica única que permet als jugadors comandar soldats i equips durant el combat.

## Gèneres relacionats
Els d'acció tàctica són d'acció en primera o de tercera persona, però es distingeixen per l'èmfasi en el realisme i les tàctiques d'equip en conflictes bèl·lics.
Els simuladors militars realistes són unitats o soldats que no estan controlats directament pel jugador sinó que són sovint videojocs de tàctica en temps real.